# Biskupi i arcybiskupi Benewentu
Biskupi i arcybiskupi Benewentu – lista biskupów diecezjalnych, koadiutorów oraz biskupów pomocniczych włoskiej diecezji, a następnie archidiecezji Benewentu.

## Biskupi diecezjalni

### Biskupi Benewentu
- January (zm. ok. 305)
- Doras z Benewenu (zm. ok. 320)
- Kasjan z Benewentu (zm. 340)
- Barbat (664–683)
- Giovanni [I] (910–914)
- Giovanni [II] (943–956)
- Landolfo [I] (956–969)

### Arcybiskupi metropolici Benewentu
- Landolfo [I] (969–983)
- Alone (983)
- Alfano [I] (985–1001)
- Alfano [II] (1001–1045)
- Maldefrido (1045–1053)
- Ouldarico (1053–1069)
- Roffredo (1076–1107)
- Landolfo Rangone (1108–1119)
- Roffredo (1120–1132)
- Gregorio (1132–1145)
- Roseola (1145–1146)
- Pietro (1146–1155)
- Enrico (1156–1170)
- Lombardo (1171–1177)
- Ruggero OSBCas. (1179–1221)
- Ugoline de Comite (1221–1251)
- Capoferro (1252/1254–1280)
- Giovanni Castrocoeli (1282–1295)
- Giovanni d’Alatri (1295–1301)
- Adenolfo (1301–1302)
- Jakub z Viterbo OESA (1302)
- Monaldo Monaldeschi OFM (1303–1331)
- Arnaldo de Brusaco OFM (1332–1344)
- Guglielmo Isnard OFM (1344–1346)
- Stefano Dupin (1346–1350)
- Pietro Dupin (1350–1360)
- Geraud (ok. 1360–?)
- Guillaume Bourgeois (1362–1363)
- Ugone da Bruxeo OP (1363–1365)
- Ugone Guidardi (1365– ok. 1378)
- Francesco Uguccione (1383–1384)
- Nicolò Zanasio (1384)
- Donato d’Aquino (1385–1426)
- Paolo Capranica (1427–1428)
- Gaspare Colonna (1429–1435)
- Astorgio Agnensi (1436–1451)
- Giacomo Della Ratta (1451–1460)
- Alessio de Cesari (1462–1464)
- Niccolò Piccolomini (1464–1467)
- Corrado Capece (1467–1482)
- Leonardo Griffis (1482–1485)
- Lorenzo Cibo de Mari (1485–1503)
- Ludovico Podocathor (1503–1504)
  - sede vacante (1504–1530)
- Francesco della Rovere (1530–1544)
- Giovanni Della Casa (1544–1556)
  - sede vacante (1556–1574)
- Massimiliano Palumbara (1574–1607)
- Pompeio Arrigoni (1607–1616)
- Alessandro di Sangro (1616–1633)
- Agostino Oreggi (1633–1635)
- Vincenzo Maculani OP (1642–1643)
- Giovan Battista Foppa CO (1643–1673)
- Giuseppe Bologna (1674–1680)
- Girolamo Gastaldi (1680–1685)
- Vincenzo Maria Orsini de Gravina OP (1686–1730)[a]
- Niccolò Coscia (1730–1731)[b]
- Sinibaldo Doria (1731–1733)
- Serafino Cenci (1733–1740)
- Francesco Landi Pietra (1741–1752)
- Francesco Pacca (1752–1763)
- Gianbattista Colombini OFMConv. (1763–1774)
- Francesco Maria Banditi CR (1775–1796)
- Domenico Spinucci (1796–1823)
- Giovanni Battista Bussi (1824–1844)
- Domenico Carafa della Spina di Traetto (1844–1879)
- Camillo Siciliano di Rende (1879–1897)
- Donato Maria Dell’Olio (1898–1902)
- Benedetto Bonazzi OSB (1902–1915)
- Alessio Ascalesi CPPS (1915–1924)
- Luigi Lavitrano (1924–1928)
- Adeodato Giovanni Piazza OCD (1930–1935)
- Agostino Mancinelli (1936–1962)
- Raffaele Calabria (1962–1982)[c]
- Carlo Minchiatti (1982–1991)
- Serafino Sprovieri (1991–2006)
- Andrea Mugione (2006–2016)
- Felice Accrocca (od 2016)

## Biskupi pomocniczy
- Antonio Scotti (1882–1886)
- Pasquale Venezia (1958–1960)